# リシケシュ・ペンゼ
リシケシュ・ペンゼ（Hrishikesh Pendse、1986年4月8日 - ）は、インドムンバイ出身のラグビーユニオン選手。

## プロフィール
- ポジションはナンバーエイト(No.8)、フランカー(FL)。
- 身長 190cm、体重 105kg。
- インド代表に選ばれたことがある[2]。

## 来歴
17歳の時にラグビーを始め、わずか1年後にインド代表に選出された。代表ではキャプテンを務めた経歴も持つ。2011年より神戸製鋼コベルコスティーラーズに加入し、ジャパンラグビートップリーグと契約した初のインド人選手となった。なお神戸製鋼で1シーズンプレーした。
2014年、サントリーサンゴリアスに加入
2015年11月13日に行われたジャパンラグビートップリーグ第1節のパナソニック ワイルドナイツ戦に途中出場で日本での公式戦初出場を果たした。
2016年、三菱重工相模原ダイナボアーズに加入。
2019年、三菱重工相模原ダイナボアーズを退団した。